# 嬉野市立塩田小学校
嬉野市立塩田小学校（うれしのしりつ しおたしょうがっこう）は、佐賀県嬉野市塩田町馬場下甲にある市立の小学校。

## 概要
歴史
1873年（明治6年）創立。数回の改組・改称を経て、現校名になったのは2006年（平成18年）。
校章
桐紋を背景にして、中央に校名の略称「塩小」（縦書き）を配している。
校歌
作詞は緒方又次、作曲は陶山聡による。歌詞は3番まであり、各番の歌詞中に校名の「塩田」が登場する。
校区
嬉野市塩田町のうち「町分、塩田、原町、布手、下野辺田、本谷、宮ノ元、畦川内、塩吹、鍋野、南、美野辺田、谷、熊野」。中学校区は嬉野市立塩田中学校。

## 沿革
- 1776年（安永5年）-蓮池藩の藩校として塩田学寮が建設される。後に塩田学寮は観瀾亭と改められ 、明治4年まで続き約牖小学校となった[2]。
  - 観瀾亭は塩田津にある現・佐賀県立嬉野高等学校校内に設置された[3]。
- 1873年（明治6年）11月23日 - 「第五大学区 第七中学区 第一小学区 約牖小学校」（約牖[4]の読みは「やくゆう」）が創立。
  - 塩田津にあった旧頭人役場（現・佐賀県立嬉野高等学校塩田校舎）を校舎として設置された。
- 1874年（明治7年）- 「塩田小学校」に改称。学級を馬場下区・塩田津町分区・下久間区・冬野区・五町田区とする。
- 1875年（明治8年）頃 - 本應寺に教員伝習所が設置される。
- 1883年（明治16年）
  - 4月 - 塩吹分校と鍋野分校を設置。
  - 10月 - 布手の崇徳教校跡に宮の上小学校が設置される。
- 1884年（明治17年）- 宮の上小学校を統合の上、宮の上分校とする。宮の元・丹生神社境内に校舎が完成。
- 1885年（明治18年）8月 - 「第三番学区 公立中等塩田小学校」に改称。他の小学校を統合の上、分校7校（五町田・谷所・美野・大草野・宮の上・久間山・志田）を設置。
- 1886年（明治19年）- 小学校令施行により、尋常科（4年制）を設置の上、「尋常塩田小学校」に改称。
- 1888年（明治21年）5月10日 - 塩田・久間・五町田三ヶ村組合立 高等塩田小学校が開校。
- 1889年（明治22年）4月1日 - 町村制の施行により、馬場下村と大草野村が合併し、塩田村が発足。
- 1891年（明治24年）6月11日 - 高等塩田小学校の校舎が完成。
- 1893年（明治26年）5月 - 高等塩田小学校が「塩田高等小学校」に改称。
- 1895年（明治28年）5月 - 「塩田尋常小学校」に改称。宮の上分校が分離の上、「宮の上尋常小学校」として独立。
- 1896年（明治29年）- 鍋野分教場を廃止し、宮の上尋常小学校に統合。
- 1901年（明治34年）6月 - 子守児童を対象に特別学級を編成。
- 1908年（明治41年）4月1日 - 改正小学校令により、尋常科が6年制、高等科が2～3年制となる。
- 1909年（明治42年）4月1日 - 宮の上尋常小学校を統合の上、宮の上分教場とする。
- 1911年（明治44年）4月1日 - 三ヶ村組合立塩田高等小学校の閉校に伴い、高等科を併置の上、「塩田尋常高等小学校」に改称。
  - 宮の上分教場の場所に新校舎が完成し、尋常科の児童を収容。高等科の生徒は旧・塩田高等小学校校舎に収容。
- 1912年（大正元年）10月 - 町、町分の尋常科3年以下の児童を塩田分教場に収容。
- 1918年（大正7年）10月5日 - 塩田村が町制施行により、塩田町となる。
- 1924年（大正13年）4月 - 塩田分教場を廃止。
- 1934年（昭和9年）- 校舎を移転。
- 1935年（昭和10年）- 作法室が完成。
- 1936年（昭和11年）5月 - 講堂が完成。
- 1941年（昭和16年）4月1日 - 国民学校令の施行により、「塩田町塩田国民学校」と改称。尋常科を初等科に改める。
- 1945年（昭和20年）- 校舎裏に炭焼窯を設置。
- 1947年（昭和22年）4月1日 - 学制改革が行われる。
  - 塩田国民学校初等科は、新制小学校「塩田町立塩田小学校」に改組・改称される。
  - 塩田国民学校高等科は、青年学校普通科とともに、新制中学校「塩田町立塩田中学校」に改組される。当面、小学校に併設の形をとる。
- 1948年（昭和23年）5月 - 育友会が発足。
- 1954年（昭和29年）5月 - 校舎裏山でがけ崩れが発生。
- 1957年（昭和32年）4月1日 - 校区変更により美野区の5・6年児童が転入。
- 1962年（昭和37年）7月 - 大水害が発生。校舎床上25cm浸水となる。
- 1963年（昭和38年）10月 - 学校給食を開始。
- 1967年（昭和42年）1月 - 給食が自校調理方式から給食センターからの配送方式に変更となる。
- 1968年（昭和43年）4月 - 美野地区の全児童を収容。
- 1973年（昭和48年）
  - 3月 - 新校舎が完成。
  - 7月 - プールが完成。
- 1974年（昭和49年）
  - 3月 - 校旗が寄贈される。
  - 5月 - 学校裏に庭園が完成。
- 1980年（昭和55年）
  - 3月 - 体育館が完成。
  - 11月 - 100年祭記念式典を挙行。
- 2006年（平成18年）1月1日 - 2町合併により、「嬉野市立塩田小学校」（現校名）に改称。

## 交通
本校
最寄りの鉄道駅
- JR九州 長崎本線「肥前鹿島駅」

最寄りのバス停留所
- 嬉野線「塩田小学校前」停留所

最寄りの幹線道路
- 佐賀県道28号嬉野塩田線　「塩田小学校前」交差点

## 周辺
- 嬉野市ふれあいセンター
- JAさが唐泉の恵
- 丹生神社
- 塩田川

## 参考資料
- 「塩田町史 下巻」（1983年（昭和58年）, 塩田町史編さん委員会）p.313～p.315, p.324～p.325, p.662～p.663